# Плешев
Плєшев (пол. Pleszew) — місто в західній Польщі, на Каліській височині.

## Відомі люди
- Рафал Вольський — польський дипломат.

## Демографія
Демографічна структура станом на 31 березня 2011 року:
|          | Загалом | Допрацездатний вік | Працездатний вік | Постпрацездатний вік |
| -------- | ------- | ------------------ | ---------------- | -------------------- |
| Чоловіки | 8771    | 1699               | 6065             | 1007                 |
| Жінки    | 9253    | 1497               | 5579             | 2177                 |
| Разом    | 18024   | 3196               | 11644            | 3184                 |